# إلفيس سانتانا
إلفيس سانتانا (11 يوليو 1983 بالبرازيل - ) هو لاعب كرة قدم برازيلي في مركز الوسط. لعب مع باوليستا ونادي آسيريسكا ونادي أوسترسوند وHammarby Talang FF ‏ وSociedade Esportiva Vila Aurora ‏ وVilhena Esporte Club ‏ وAkropolis IF ‏ وHammarby IF ‏ وBodens BK ‏ ونادي إسكلستونا.

## وصلات خارجية
- إلفيس سانتانا على موقع قاعدة بيانات كرة القدم.إي يو (الإنجليزية)